# Park Tae-Hwan
Park Tae-hwan (født 27. september 1989) er en sydkoreansk svømmer.  Han repræsenterede Sydkorea under Sommer-OL 2012 i London, hvor han vandt to sølvmedaljer.  Ved legene i Beijing vandt han en guld og en sølvmedalje. Han blev ramt af en steroid-skandale, der blev bekræftet af anklagere den 27. januar 2015. Han blev testet positiv i en dopingtest, fordi han tog Nebido, et relativt nyt anabolsk steroid. Det skete før Asian Games 2014, at han blev testet positiv for testosteron, hvorefter han blevet bandet i 18 måneder fra at deltage i svømmekonkurrencer. Den koreanske olympiske komite har besluttet, at han ikke kommer til at deltage ved OL 2016 i Rio, da hans straf i form af udelukkelse fra at deltage i svømmekonkurrencer blev forlænget med yderligere tre år. Park Tae-Hwan er den eneste koreaner i historien, der har vundet medalje ved OL i svømning, det gjorde han i 2008 og 2012. Hans ban udløber den 2. marts 2019.